# New Castle (Nuevo Hampshire)
New Castle es un pueblo ubicado en el condado de Rockingham en el estado estadounidense de Nuevo Hampshire. En el Censo de 2010 tenía una población de 968 habitantes y una densidad poblacional de 164,14 personas por km².

## Geografía
New Castle se encuentra ubicado en las coordenadas 43°3′37″N 70°43′8″O / 43.06028, -70.71889. Según la Oficina del Censo de los Estados Unidos, New Castle tiene una superficie total de 5.9 km², de la cual 2.14 km² corresponden a tierra firme y (63.77%) 3.76 km² es agua.

## Demografía
Según el censo de 2010, había 968 personas residiendo en New Castle. La densidad de población era de 164,14 hab./km². De los 968 habitantes, New Castle estaba compuesto por el 98.14% blancos, el 0.1% eran afroamericanos, el 0.1% eran amerindios, el 0.72% eran asiáticos, el 0.1% eran isleños del Pacífico, el 0% eran de otras razas y el 0.83% pertenecían a dos o más razas. Del total de la población el 0.52% eran hispanos o latinos de cualquier raza.